# Дориа, Синибальдо
Синибальдо Дориа (итал. Sinibaldo Doria; 9 февраля 1681, Генуя, Генуэзская республика — 2 декабря 1733, Беневенто, Папская область) — итальянский куриальный кардинал и доктор обоих прав. Титулярный архиепископ Патры с 18 декабря 1711 по 21 мая 1731. Префект Дома Его Святейшества с 14 мая 1721 по 7 июня 1724 и с 3 октября 1730 по 21 мая 1731. Архиепископ Беневенто с 21 мая 1731 по 2 декабря 1733. Кардинал-священник с 24 сентября 1731, с титулом церкви Сан-Джироламо-дельи-Скьявони с 17 декабря 1731 по 2 декабря 1733.